# Stenaspidius matthewsi
Stenaspidius matthewsi är en skalbaggsart som beskrevs av Henry Fuller Howden 1974. Stenaspidius matthewsi ingår i släktet Stenaspidius och familjen Bolboceratidae. Inga underarter finns listade i Catalogue of Life.